# Smalesjön
Smalesjön är en sjö i Karlskoga kommun i Värmland och ingår i Göta älvs huvudavrinningsområde. Sjön är 9,8 meter djup, har en yta på 0,0331 kvadratkilometer och befinner sig 200 meter över havet.